# Kanton Pélissanne
Der Kanton Pélissanne ist seit 1991 ein französischer Wahlkreis im Département Bouches-du-Rhône in der Region Provence-Alpes-Côte d’Azur. Er umfasst 13 Gemeinden. Im Rahmen der landesweiten Neuordnung der französischen Kantone wurde er im Frühjahr 2015 leicht erweitert.

## Gemeinden
Der Kanton besteht aus 13 Gemeinden mit insgesamt 60.561 Einwohnern (Stand: 1. Januar 2022) auf einer Gesamtfläche von 358,43 km²:
| Gemeinde            | Einwohner 1. Januar 2022 | Fläche km² | Dichte Einw./km² | Code INSEE | Postleitzahl | Arrondissement  |
| ------------------- | ------------------------ | ---------- | ---------------- | ---------- | ------------ | --------------- |
| Alleins             | 2.833                    | 16,78      | 169              | 13003      | 13980        | Arles           |
| Aurons              | 559                      | 12,82      | 44               | 13008      | 13121        | Aix-en-Provence |
| Charleval           | 2.634                    | 14,41      | 183              | 13024      | 13350        | Aix-en-Provence |
| Éguilles            | 8.349                    | 34,07      | 245              | 13032      | 13510        | Aix-en-Provence |
| La Barben           | 852                      | 22,85      | 37               | 13009      | 13330        | Aix-en-Provence |
| La Roque-d’Anthéron | 5.355                    | 25,49      | 210              | 13084      | 13640        | Aix-en-Provence |
| Lambesc             | 9.951                    | 65,34      | 152              | 13050      | 13410        | Aix-en-Provence |
| Mallemort           | 6.190                    | 28,16      | 220              | 13053      | 13370        | Arles           |
| Pélissanne          | 10.799                   | 19,11      | 565              | 13069      | 13330        | Aix-en-Provence |
| Rognes              | 4.640                    | 58,32      | 80               | 13082      | 13840        | Aix-en-Provence |
| Saint-Cannat        | 5.877                    | 36,54      | 161              | 13091      | 13760        | Aix-en-Provence |
| Saint-Estève-Janson | 364                      | 8,65       | 42               | 13093      | 13610        | Aix-en-Provence |
| Vernègues           | 2.158                    | 15,89      | 136              | 13115      | 13116        | Aix-en-Provence |
| Kanton Pélissanne   | 60.561                   | 358,43     | 169              | 1325       | –            | –               |

Bis zur landesweiten Neuordnung der französischen Kantone im März 2015 gehörten zum Kanton Pélissanne die neun Gemeinden Aurons, Cornillon-Confoux, Coudoux, La Barben, La Fare-les-Oliviers, Lançon-Provence, Pélissanne, Velaux und Ventabren. Sein Zuschnitt entsprach einer Fläche von 216,83 km2. Er besaß vor 2015 den INSEE-Code 1351.

## Politik
| Vertreter im Departementrat | Vertreter im Departementrat       | Vertreter im Departementrat |
| Amtszeit                    | Namen                             | Partei                      |
| --------------------------- | --------------------------------- | --------------------------- |
| 2015–2021                   | Hélène Gente-Ceaglio Jacky Gérard | DVG                         |
| 2021–                       | Hélène Gente-Ceaglio Jacky Gérard | DVC                         |